# Тевелде, Яни
Яни Тевелде (англ. Jani Tewelde, род. 1 октября 1990, Асмэра, Эритрея) — эритрейский шоссейный велогонщик.

## Карьера
В 2011 и 2012 годах становился чемпионом Африки в командной гонке. В 2011 году также стал третьим на чемпионате Эритреи в индивидуальной гонка
С 2012 по 2014 год выступал за южноафриканскую команду MTN-Qhubeka. В её составе выступил на Туре Лангкави, Туре Марокко, Флеш дю Сюд, Волта Португалии, Тропикале Амисса Бонго, Четырёх днях Дюнкерка, Трёх днях Де-Панне — Коксейде, Туре Фьордов, Страде Бьянке
Был участником чемпионата мира 2013 года. Выиграл несколько этапов на Туре Эритреи.

## Достижения
2008
7-й этап на Тур Эритреи
2010
1-й и 2-й этапы на Тур Эритреи
3-й на Гран-при Аль Фатаха
5-й на Тур Ливии
2011
 Чемпион Африки — командная гонка (вместе с Дебесай Ферекалси, Натнаэль Беране и Даниэль Теклехайманот)
3-й на Чемпионат Эритреи — индивидуальная гонка
3-й на Тур Эритреи
2012
 Чемпион Африки — командная гонка (вместе с Дебесай Ферекалси, Натнаэль Беране и Даниэль Теклехайманот)
1-й и 4-й этапы на Тур Эритреи

## Рейтинги
| Год                 | 2010 | 2011  | 2012  | 2013 |
| ------------------- | ---- | ----- | ----- | ---- |
| Азиатский тур UCI   | -    | -     | 202-й | -    |
| Африканский тур UCI | 18-й | 188-й | 34-й  | 69-й |
|                     |      |       |       |      |
| Источник: UCI       |      |       |       |      |